# Enterohemorragische Escherichia coli

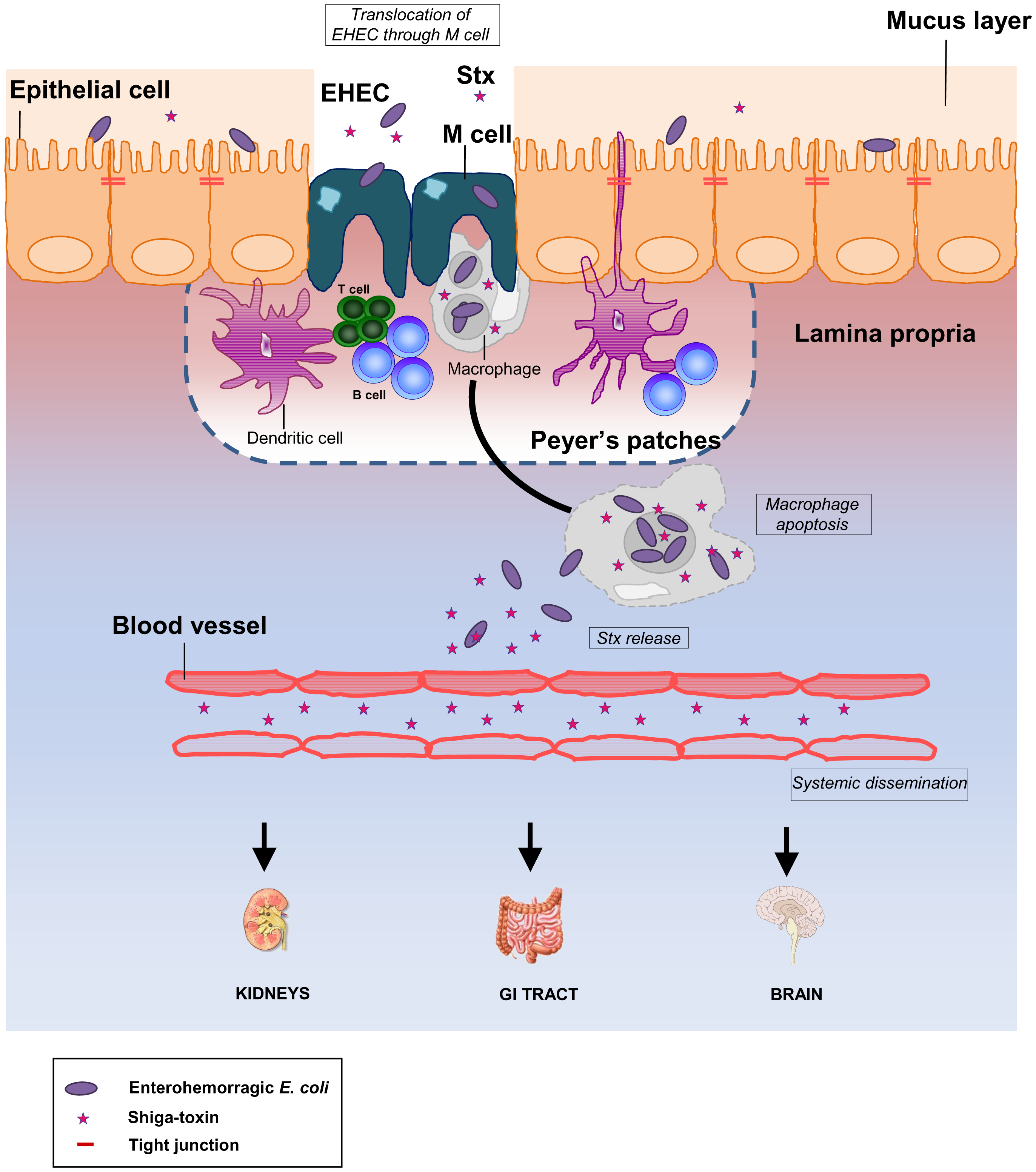
Enterohemorragische Escherichia coli-infectie bij mensen

Enterohemorragische Escherichia coli (EHEC) is een verzamelnaam voor verschillende stammen van de bacterie Escherichia coli die een toxine produceren, het verotoxine. Andere benamingen zijn dan ook VTEC (Verotoxin-producing E coli) of STEC (Shiga-like-toxin-producing E coli). Deze stammen zijn verantwoordelijk voor een aanzienlijk percentage van de bacteriële voedselvergiftigingen bij mensen en kunnen ernstige complicaties veroorzaken, het hemolytisch-uremisch syndroom. Het woord 'enterohemorragisch' geeft aan dat deze bacteriën ernstige darminfecties kunnen veroorzaken met bloederige diarree. Een bekende EHEC-variant is de O157:H7.
In 2011 kwam EHEC in het nieuws door een uitbraak van een zeldzame en kennelijk agressieve EHEC-variant, O104:H4.